# Thyenula aurantiaca
Thyenula aurantiaca là một loài nhện trong họ Salticidae.
Loài này thuộc chi Thyenula. Thyenula aurantiaca được Eugène Simon miêu tả năm 1902.